# الصعافيق (ساة)
'

تعديل مصدري - تعديل

الصعافيق هي إحدى قرى عزلة ساه بمديرية ساة التابعة لمحافظة حضرموت، بلغ تعداد سكانها 41 نسمة حسب تعداد اليمن لعام 2004.